# Lawrence (Nebraska)
Lawrence é uma vila localizada no estado americano de Nebraska, no Condado de Nuckolls.

## Demografia
Segundo o censo americano de 2000, a sua população era de 312 habitantes.
Em 2006, foi estimada uma população de 292, um decréscimo de 20 (-6.4%).

## Geografia
De acordo com o United States Census Bureau, a localidade tem uma área de 1,1 km², sem área coberta por água. Lawrence localiza-se a aproximadamente 567 m acima do nível do mar.

## Localidades na vizinhança
O diagrama seguinte representa as localidades num raio de 24 km ao redor de Lawrence.